# Јеврејско гробље у Суботици
Јеврејско гробље у Суботици потиче, према најстаријим надгробним споменицима, из средине 19. века. Тај податак подупире и чланак листа Sombat штампан 1925. године, који каже да је гробље основано за време председниковања Адолфа Гајгера, педесетих година 19. века, али извор информације ни у овом случају се не наводи. Гробље представља непокретно културно добро као споменик културе.
Где су се Јевреји раније сахрањивали говоре нам само усмени извори. Према њима старо јеврејско гробље је било иза „Дудове шуме” у близини игралишта тениског клуба „Спартак” и мали број очевидаца се још сећа и надгробних споменика са хебрејским натписима, разбацаних по двориштима. Локација се може прихватити као место за сахрањивање јер се ради о највишој топографској тачки унутар данашњег града, на ивици дела насеља који су насељавали Јевреји на самој обали мочваре која се звала „Велики рит”.

## Данашње гробље
Данашње гробље се налази на другој, западној обали Великог рита. Некада је гробље било иза градских шанчева, данас је већ оивичено стамбеним блоковима са свих страна. Помоћу датума уклесаних на надгробним споменицима и стилским карактеристика, лако се може пратити проширивање гробља. Правоугаоне је основе, површине 1,14ha. Најстарији део гробља је у северо-источном углу. Овде се и данас уочава некадашњи јарак, иза кога се простирало дечије гробље. У овом делу гробља око половина надгробних споменика недостаје.
Гробље се проширује након Аустро-угарске нагодбе, 1867. године у јужном и западном правцу. Данашњу површину добија између два светска рата.
Од најранијих времена, Јевреји су гроб покојника обележавали тако да су на гроб набацали гомилу камења, обележили га видљивим знаком или стубовима. У времену од годину дана, гроб се обележавао подизањем споменика, једноставном каменом плочом без икаквих стилских обележја. Према облику старијих надгробних споменика, старохебрејских натписа, према рељефној декорацији и симболима, надгробни споменици на јеврејском гробљу су најизразитији пример одраза чисте етничке и верске припадности са одређеним типизираним обликом.
На Јеврејском гробљу у Суботици, осим у делу где су вршена најстарија покапања, проучавање надгробних споменика указује да се кроз 19. век, због еманципације Јевреја и њиховог укључивања у различите видове друштвених активности, због асимилационих тежњи, индустријализације и других фактора појављује тежња за доказивањем тог новог равноправног положаја. То се на подручју уметничке делатности остварило подизањем раскошних надгробних споменика. Утицаји са стране у европској дијаспори довешће до напуштања карактеристичких облика јеврејског надгробног споменика и то у том периоду класицизма, владајућих неостилова и сецесије.
У периоду између два рата, када долази до привредне стагнације града, долази паралелно до поједностављивања и осиромашења облика надгробних споменика.
У најстаријем делу Јеврејског гробља налази се споменик јеврејским жртвама Револуције 1848. Заједничка гробница је озидана опеком, са постаментом од грубо тесаних камених блокова који носи пирамидални обелиск, са нечитким текстом на мађарском и хебрејском језику.
У Другом светском рату у немачким логорима смрти нестаје скоро цела суботичка јеврејска заједница.
Спомен комплекс Умореним јеврејима лоциран је у углу Јеврејског гробља у дну парцеле, до које води алеја. Састоји се од споменика, 10 појединачних и једне заједничке гробнице. Аутор спомен комплекса је Лајчо Дајч, а подигнут је 1948. године. Изведен је у облику обелиска, карактеристичне форме споменика подигнутих непосредно после Другог светског рата. Изведен је у вештачком камену, брачком мермеру и црном граниту.
После овог периода број сахрањивања је незнатан.